# H2O (Album)
H2O ist das elfte Studioalbum von Hall & Oates aus dem Jahr 1982. Es erschien am 4. Oktober 1982 bei RCA Records.

## Geschichte
Das Album wurde von Hall & Oates selbst produziert und in den Jahren 1981 und 1982 mit Neil Kernon als Koproduzent und Toningenieur in den Electric Lady Studios aufgenommen. Hugh Padgham mischte es. Mickey Curry ist am Schlagzeug zu hören, Daryl Hall spielte Gitarre, Keyboards und Synthesizer, John Oates das Computer-Schlagzeug, das elektrische Piano, die sechs- und zwölfsaitige Gitarre. Bei Family Man wirkten Mike Oldfield und Maggie Reilly am Songwriting mit.

## Titelliste
| No. | Title               | Writer(s)                          | Length |
| --- | ------------------- | ---------------------------------- | ------ |
| 1.  | "Maneater"          | Daryl Hall, John Oates, Sara Allen | 4:33   |
| 2.  | "Crime Pays"        | Hall, Oates, S. Allen              | 4:31   |
| 3.  | "Art of Heartbreak" | Hall, S. Allen, Janna Allen        | 3:43   |
| 4.  | "One on One"        | Hall                               | 4:17   |
| 5.  | "Open All Night"    | Hall, S. Allen                     | 4:35   |

| No. | Title              | Writer(s)                                                                  | Length |
| --- | ------------------ | -------------------------------------------------------------------------- | ------ |
| 6.  | "Family Man"       | Mike Oldfield, Tim Cross, Maggie Reilly, Rick Fenn, Mike Frye, Morris Pert | 3:25   |
| 7.  | "Italian Girls"    | Oates                                                                      | 3:17   |
| 8.  | "Guessing Games"   | Hall, J. Allen                                                             | 3:15   |
| 9.  | "Delayed Reaction" | Hall, Oates, S. Allen                                                      | 3:59   |
| 10. | "At Tension"       | Oates                                                                      | 6:16   |
| 11. | "Go Solo"          | Hall                                                                       | 4:35   |

## Rezension
Stephen Thomas Erlewine schrieb bei AllMusic: „Even if they don’t get into an album as strong as Voices or Private Eyes, they’re pretty terrific pop in their own right. They’re not just evidence that Hall & Oates’ popularity in the early '80s was earned and well deserved, they hold up very well decades after H2O ruled the charts.“